# Michelle Li
Michelle Li Man Shan (chinesisch 李文珊, * 3. November 1991 in Hongkong) ist eine kanadische Badmintonspielerin. Im Alter von sechs Jahren wanderte sie mit ihrer Familie nach Kanada aus.

## Karriere
Michelle Li gewann bei der Junioren-Badmintonpanamerikameisterschaft 2007 zwei Goldmedaillen. Bei den Commonwealth Games 2010 wurde sie Fünfte im Dameneinzel. 2011 siegte sie bei den Romanian International und gewann zwei nationale Titel in Kanada. 2011 gewann sie bei den Panamerikanischen Spielen zwei Titel.

## Sportliche Erfolge
| Saison | Veranstaltung                        | Disziplin   | Platz | Name                           |
| ------ | ------------------------------------ | ----------- | ----- | ------------------------------ |
| 2007   | Junioren-Panamerikameisterschaft U17 | Damendoppel | 1     | Phyllis Chan / Michelle Li     |
| 2007   | Junioren-Panamerikameisterschaft U17 | Dameneinzel | 1     | Michelle Li                    |
| 2010   | Commonwealth Games                   | Dameneinzel | 5     | Michelle Li                    |
| 2011   | Kanada: Einzelmeisterschaften        | Damendoppel | 1     | Alex Bruce / Michelle Li       |
| 2011   | Kanada: Einzelmeisterschaften        | Dameneinzel | 1     | Michelle Li                    |
| 2011   | Romanian International               | Damendoppel | 1     | Alex Bruce / Michelle Li       |
| 2011   | Panamerikanische Spiele              | Dameneinzel | 1     | Michelle Li                    |
| 2011   | Panamerikanische Spiele              | Damendoppel | 1     | Alex Bruce / Michelle Li       |
| 2011   | Kanada: Einzelmeisterschaften        | Dameneinzel | 1     | Michelle Li                    |
| 2012   | Finnish International                | Damendoppel | 1     | Alex Bruce / Michelle Li       |
| 2012   | Finnish International                | Dameneinzel | 2     | Michelle Li                    |
| 2013   | Maldives International               | Dameneinzel | 1     | Michelle Li                    |
| 2013   | Pan Am Badminton Championships       | Dameneinzel | 1     | Michelle Li                    |
| 2014   | Kanada: Einzelmeisterschaften        | Dameneinzel | 1     | Michelle Li                    |
| 2014   | Canada Open                          | Dameneinzel | 1     | Michelle Li                    |
| 2014   | Commonwealth Games 2014/Badminton    | Dameneinzel | 1     | Michelle Li                    |
| 2014   | Belgian International                | Dameneinzel | 1     | Michelle Li                    |
| 2014   | Czech International                  | Dameneinzel | 1     | Michelle Li                    |
| 2014   | Czech International                  | Damendoppel | 1     | Rachel Honderich / Michelle Li |
| 2014   | Pan Am Badminton Championships       | Dameneinzel | 1     | Michelle Li                    |
| 2015   | Kanada: Einzelmeisterschaften        | Dameneinzel | 1     | Michelle Li                    |
| 2015   | Canada Open                          | Dameneinzel | 1     | Michelle Li                    |
| 2015   | Panamerikanische Spiele              | Dameneinzel | 1     | Michelle Li                    |
| 2022   | Canadian International 2022          | Dameneinzel | 1     | Michelle Li                    |